# Vía verde de la Tierra Alta
La vía verde de la Tierra Alta
aprovecha el antiguo trazado del Ferrocarril del Val de Zafán y recorre espectaculares parajes en torno a la Sierra de Pàndols y el parque natural de los Puertos de Tortosa-Beceite. Discurre por la comarca de la Tierra Alta, agreste territorio situado en el sur de Cataluña, y deja paso a los 25,8 kilómetros de vía verde del Bajo Ebro que va desde Pinell de Bray hasta Tortosa.
Con un recorrido de 23,6 kilómetros la vía verde de la Tierra Alta transcurre por los términos municipales de Arnés, Horta de San Juan, Bot, Prat de Compte y Pinell de Bray.

## Paradas imprescindibles

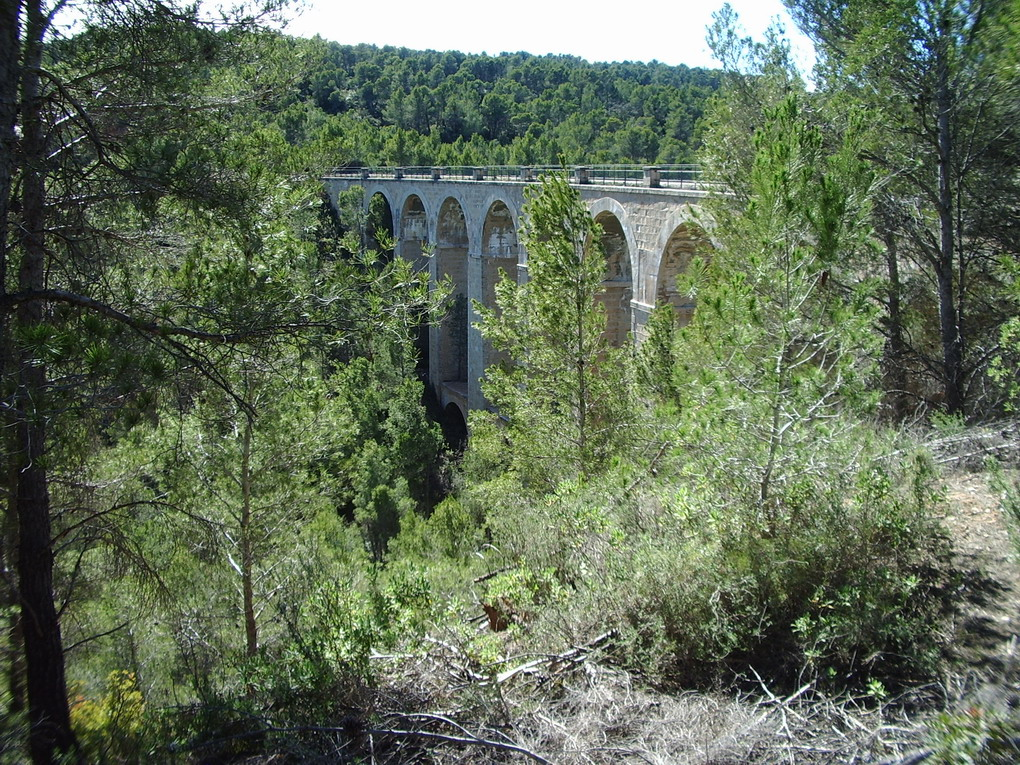
Viaducto en la vía verde de la Tierra Alta.

- Pont del Arc, entre Horta de Sant Joan y Bot, se trata del segundo viaducto más grande de España construido en piedra, con cierta curvatura y peralte pronunciado.
- La Fontcalda, entre Bot y Pinell de Bray, se trata de un conjunto de edificios que acompañan a una ermita, en una zona de fuentes termales, impresionante su ubicación dentro de un paraje natural de gran belleza y construcciones geológicas casi únicas en el mundo, que resaltan por la disposición en vertical de los sedimentos.
- Río Canaletas, que surca gran parte del camino junto a la vía, invita a un baño con el buen tiempo.
- En la población de Bot deben visitarse (desafortunadamente no son visitables interiormente):
  - La antigua estación de ferrocarril, cuyo entorno ha sido rehabilitado
  - La antigua bodega cooperativa reformada a principios de siglo por el arquitecto Cèsar Martinell (discípulo de Antoni Gaudí).
  - Casa Paladella, impresionante casa solariega de las más imponentes del contorno con casi 2.000 m² construidos, sobresaliendo su fachada principal de sillares de piedra y su gran portalada de acceso.